# Hermopolis Parva
Pour les articles homonymes, voir Hermopolis.
Hermopolis Parva (Per-Djehouty, « La maison de Thot »), était la capitale du XVe nome de Basse-Égypte, à Tell el-Naqous près de El-Baqliyah.

## Cité de l'Égypte antique
| O1 | Z1 | G26 · X1 · Z4 |

| O1 | Z1 | G26 · X1 · Z4 |

Elle était autrefois la capitale du XVe nome de Basse-Égypte, le nome de l'Ibis, et portait le nom de Per-Djehouty (Pr-Ḏḥwty), signifiant La maison de Thot, que les grecs nommèrent par la suite Hermopolis Parva. Les grecs, en nommant la ville Hermopolis, l'ont associée à Hermès, dieu que les Grecs ont associé à Thot.
En bordure du village actuel se trouvent les ruines d'un temple construit durant le règne de l'empereur Domitien (époque romaine) dédié à la déesse Nehemetaouay, femme de Thot. Où se trouvaient probablement la ville et le temple de Thot a été trouvée une colonne avec quelques autres ruines ainsi que les fondations d'une clôture de 350 par 384 pieds; parmi les inscriptions, les noms des pharaons Psammétique Ier et Apriès, et des fragments d'une statue d'Amasis. Aucun vestige n'a été retrouvé datant d'avant le Nouvel Empire.

## Diocèse in partibus
Hermopolis Parva était le siège d'un ancien évêché, aujourd'hui désaffecté.
Son nom est utilisé comme diocèse in partibus infidelium d'un évêque chargé d'une autre mission que la conduite d'un diocèse contemporain.
Son dernier titulaire est James Darcy Freeman, qui était alors évêque auxiliaire de Sydney en Australie.
|            |            |           | Nom                 | Fonction exercée                        |
| ---------- | ---------- | --------- | ------------------- | --------------------------------------- |
| 12/05/1899 | 16/11/1950 | France    | Marie-Joseph Cuaz   | Vicaire apostolique de Laos (Thaïlande) |
| 09/12/1956 | 18/10/1968 | Australie | James Darcy Freeman | Évêque auxiliaire de Sydney             |